# Апл-Валли (Миннесота)
Апл-Валли (англ. Apple Valley, иногда Эппл-Вэлли) — город в округе Дакота, штат Миннесота, США. На площади 45,9 км² (44,9 км² — суша, 1 км² — вода), согласно переписи 2000 года, проживают 45 527 человек. Плотность населения составляет 1013,7 чел./км².
- Телефонный код города — 952
- Почтовый индекс — 55124
- FIPS-код города — 27-01900[2]
- GNIS-идентификатор — 0639415[3]